# Světový pohár v biatlonu 2015/2016 – Ruhpolding 2
5. podnik Světového poháru v biatlonu v sezóně 2015/16 se konal od 13. do 17. ledna 2016 v německém Ruhpoldingu. Na programu podniku byly mužské a ženské štafety, závody s hromadným startem a vytrvalostní závody.
Jednalo se o druhé závody v Ruhpoldingu v této sezoně: o týden dříve se zde jely závody, které sem byly z důvodu nedostatku sněhu přesunuty z původně plánované lokality v Oberhofu.

## Program závodů
Program podle oficiálních stránek.
| Datum     | Disciplína                       | Začátek (SEČ) | Počet závodníků |
| --------- | -------------------------------- | ------------- | --------------- |
| 13. ledna | Vytrvalostní závod (muži)        | 14:15         | 104             |
| 14. ledna | Vytrvalostní závod (ženy)        | 14:15         | 96              |
| 15. ledna | Štafeta (muži)                   | 15:30         | 25 týmů         |
| 16. ledna | Závod s hromadným startem (ženy) | 11:45         | 30              |
| 16. ledna | Závod s hromadným startem (muži) | 16:10         | 30              |
| 17. ledna | Štafeta (ženy)                   | 11:00         | 22 týmů         |

### Vytrvalostní závody
Ondřej Moravec v tomto závodu zastřílel (spolu s Rusem Cvetkovem) jako jediný všechny položky čistě, přesto nezískal žádnou medaili. Předstihli jej rychleji běžící a také rychleji střílející Rus Anton Šipulin, Rakušan Simon Eder a hlavně Francouz Martin Fourcade, který tak v počtu vítězství ve světovém poháru dostihl svého krajana Raphaëla Poirée. Z českých reprezentantů se závod povedl Michalu Krčmářovi, který s jednou chybou na střelnici dojel desátý, což bylo jeho dosud nejlepší umístění v závodu světového poháru. Další česká naděje junior Adam Václavík se s jednou chybou udržoval až do poslední střelby na 9. místě. Poslední položku však nezvládl psychicky a nezasáhl poslední tři terče. Skončil na 41. místě, přesto byl lepší, než stejně střílející legendární Nor Ole Einar Bjørndalen.
V závodu žen zvítězila stejně jako v prvním vytrvalostním závodu sezóny ve švédském Östersundu Italka Dorothea Wiererová, která za celý závod neminula na střelnici ani jeden terč, rychle střílela a rovněž i rychle běžela. Na druhé pozici skončila Kaisa Mäkäräinenová z Finska, jež jednou minula a po čtvrté střelbě ztrácela na nakonec třetí Gabrielu Soukalovou 10 sekund, v cíli však byla o 15 sekund dřív. Češka si svůj jediný omyl v závodu připsala na druhé položce a v cíli pak jen o 9 desetin sekundy ubránila svou pozici před nakonec čtvrtou německou závodnicí Franziskou Hildebrandovou. Veronika Vítková obsadila v cíli s jednou trestnou minutou, avšak s pomalejším během 14. pozici. Ostatním Češkám se pak příliš nedařilo, když Eva Puskarčíková (49. místo), Lucie Charvátová (80. místo) ani Jitka Landová (81. místo) nedosáhly na body. Soukalová si třetím místem upevnila pozici v čele průběžného pořadí světového poháru.

### Štafety
Pozice z 1. závodu štafet mužů v Hohfilzenu odsunula český tým až do druhé poloviny startovacího pole. První úsek zahajoval Michal Šlesingr, který na úvodní ležce musel dvakrát dobíjet a ze střelnice odjížděl až na sedmnácté pozici. V položce ve stoje střílel už čistě a český tým vytáhl při předávce Tomáši Krupčíkovi na 10. místo se ztrátou 32 sekund za vedoucím Lotyšskem. Ten však udělal při stojce tři chyby a i kvůli pomalejšímu běhu dokončil druhý úsek jako jedenáctý, ovšem ztráta Čechů narostla na 1:58 minuty. Na třetím úseku pak Michal Krčmář čistou a zároveň i druhou nejrychlejší střelbou vleže posunul Čechy na 6. místo a dal tak zapomenout na svůj nepovedený úsek v Hochfilzenu. Sám pak přiznal, že tyto závody byly z jeho pohledu jako noc a den a od trenéra Ondřeje Rybáře dostal jen slova chvály za předvedený výkon. Ondřej Moravec pak s odstupem 2:02 minuty na čelo a jen 15 sekund na šestou příčku vyrazil na závěrečný úsek, avšak po položce vleže, kterou výrazně ovlivnil zesilující vítr musel na jedno trestné kolo. Stojku zvládl už bez chyby a českou štafetu dovezl do cíle na 8. místě. Triumf s převahou 14 sekund před Rusy a 35 sekund před Rakušany oslavovalo norské kvarteto Ole Einar Bjørndalen, Johannes Thingnes Bø, Tarjei Bø a Emil Hegle Svendsen, a to i přesto, že během závodu hned dvanáctkrát dobíjelo, zatímco Rusové pouze šestkrát. V posledním úseku předvedl stíhací jízdu ruský závodník Anton Šipulin, avšak velkou ztrátu z předchozího úseku už smazat nedokázal.
Do štafety žen nenastoupila Gabriela Soukalová. Podle trenérů není nebyla stoprocentně v pořádku, i když sama závodit chtěla. V prvním úseku jela za Česko Eva Puskarčíková, která sice vleže střílela čistě, ale vstoje udělala čtyři chyby a po jednom trestném kole předávala na 13. místě. Jitka Landová na druhém úseku nezasáhla tři terče a udržovala českou štafetu na 12. místě. Do čela se dostaly Bělorusky, které do té doby nepotřebovaly ani jeden náhradní náboj. Lucie Charvátová jela rychle a vleže i čistě střílela; tím se dostala na průběžné šesté místo, ale vstoje zasáhla osmi střelami jen tři terče a po absolvování dvou trestných kol předávala Veronice Vítkové na 13. místě. Ta střílela s dvěma chybami, ale v posledním kole předjela čtyři štafety a dojela na 6. místě. Závod nabídl několik zajímavých momentů: například dojezd do cíle, kdy v poslední zatáčce dojela Němka Laura Dahlmeierová vedoucí Ukrajinku Olenu Pidhrušnou, ale v cílové rovině ji chtěl nepochopitelně předjíždět zleva, kde nebylo místo. Přesto bylo druhé místo v cíli pro Němky úspěchem, protože v polovině závodu – zejména díky dvěma trestným kolům Miriam Gössnerové – klesly na 15. místo. Vedoucí Bělorusce Naděždě Pisarevové na třetím úseku zcela došly síly a na chvíli na trati zastavila. Na předávku sice ještě dojela, ale Bělorusky nakonec skončily třinácté. Trenér Zdeněk Vítek to označil za „bláznivou štafetu, kde bylo několik okamžiků, na které by raději zapomněl“.

### Závody s hromadným startem
Desátého vítězství v kariéře se Gabriela Soukalová dočkala v závodě s hustým sněžením a silným nárazovým větrem. Podle trenéra Vítka se ráno necítila dobře a dokonce se začala pozdě oblékat, takže téměř přišla pozdě na start. V závodě se však udržovala v popředí i díky bezchybným střelbám. V polovině závodu se Francouzka Marie Dorinová Habertová, přestože při poslední střelbě jednou chybovala, dostala co čela. Zachytila se jí Němka Franziska Hildebrandová; Soukalová si však jejich tempo nenechala vnutit. Poslední střelbu však zvládla čistě, Hildebrandová po jedné chybě na střelnici odjela s odstupem 22 sekund za ní. Dorinová Habertová nezasáhla čtyři terče a propadla se na 13. místo. Němka sice poslední kolo běžela o několik sekund rychleji než Soukalová, ale ta si už vítězství nenechala vzít. Eva Puskarčíková udělala na střelnici celkem dvě chyby a dojela na 22. místě, Veronika Vítková po pěti chybách zcela vyčerpaná poslední.
V závodě mužů udělal Michal Krčmář na střelnici jen jednu chybu při předposlední střelbě a do posledního kola vybíhal na 8. místě, předjel však tři závodníky včetně Ondřeje Moravce (který se evidentně trápil na pomalých lyžích) a dojel pátý, nejlépe v kariéře. Zvítězil Němec Erik Lesser, který sestřelil všech 20 terčů. Po závodu Krčmář přiznal, že jej překvapilo, jak jej takoví borci jako Martin Fourcade nebo Simon Schempp vzali mezi sebe, jak se k němu chovali a jakou mají v sobě pokoru.

## Pořadí zemí
| Pořadí | Země     | 1. místo | 2. místo | 3. místo | Celkově |
| ------ | -------- | -------- | -------- | -------- | ------- |
| 1.     | Německo  | 1        | 2        | 1        | 4       |
| 2.     | Francie  | 1        | 1        | 0        | 2       |
| 3.     | Česko    | 1        | 0        | 1        | 2       |
| 3.     | Itálie   | 1        | 0        | 1        | 2       |
| 5.     | Norsko   | 1        | 0        | 0        | 1       |
| 5.     | Ukrajina | 1        | 0        | 0        | 1       |
| 7.     | Rusko    | 0        | 1        | 2        | 3       |
| 8.     | Rakousko | 0        | 1        | 1        | 2       |
| 9.     | Finsko   | 0        | 1        | 0        | 1       |
|        | Celkem   | 6        | 6        | 6        | 18      |

## Umístění na stupních vítězů

### Muži
| Disciplína                        | První místo                                                                    | Výkon     | Druhé místo                                                        | Výkon     | Třetí místo                                                              | Výkon     |
| Vytrvalostní závod (20 km)        | Martin Fourcade                                                                | 50:53,9   | Simon Eder                                                         | 51:11,4   | Anton Šipulin                                                            | 51:22,8   |
| Závod s hromadným startem (15 km) | Erik Lesser                                                                    | 40:29,3   | Martin Fourcade                                                    | 40:39,1   | Jevgenij Garaničev                                                       | 40:42,4   |
| Štafeta (4×7,5 km)                | Norsko Ole Einar Bjørndalen Johannes Thingnes Bø Tarjei Bø Emil Hegle Svendsen | 1:17:05,0 | Rusko Alexej Volkov Jevgenij Garaničev Maxim Cvetkov Anton Šipulin | 1:17:19,6 | Rakousko Sven Grossegger Julian Eberhard Simon Eder Dominik Landertinger | 1:17:40,8 |

### Ženy
| Disciplína                          | První místo                                                                     | Výkon     | Druhé místo                                                                             | Výkon     | Třetí místo                                                                         | Výkon     |
| Vytrvalostní závod (15 km)          | Dorothea Wiererová                                                              | 40:19,9   | Kaisa Mäkäräinenová                                                                     | 41:14,7   | Gabriela Soukalová                                                                  | 41:29,8   |
| Závod s hromadným startem (12,5 km) | Gabriela Soukalová                                                              | 41:13,2   | Franziska Hildebrandová                                                                 | 41:27,1   | Laura Dahlmeierová                                                                  | 41:37,6   |
| Štafeta (ženy) (4×6 km)             | Ukrajina Iryna Varvynecová Julija Džymová Valentyna Semerenková Olena Pidhrušná | 1:16:14,2 | Německo Karolin Horchlerová Miriam Gössnerová Maren Hammerschmidtová Laura Dahlmeierová | 1:16:15,4 | Itálie Lisa Vittozziová Karin Oberhoferová Alexia Runggaldierová Dorothea Wiererová | 1:16:58,0 |